# Hipódromo (mitología)
Hipódromo (griego antiguo: Ἱπποδρόμος) en la mitología griega, era el hijo tespio de Heracles y Antipa, hija del rey Tespio de Tespias . Su nombre significa "camino de carros" o "jinete ligero".

## Mitología
Hipódromo y sus 49 medios hermanos nacieron de las hijas de Tespio, que fueron fecundadas por Heracles en una noche, durante una semana o en el transcurso de 50 días mientras cazaba al león citaronio. Más tarde, el héroe envió un mensaje a Tespio para que se quedara con siete de estos hijos y enviara a tres de ellos a Tebas, mientras que los cuarenta restantes, junto con Yolao, fueron enviados a la isla de Cerdeña para fundar una colonia.